# Jardín Yuyuan
El Jardín Yuyuan (Chino tradicional:豫園) de la ciudad de Shanghái es uno de los jardines más famosos de la República Popular China. Está situado en la zona norte de la ciudad, cerca de la antigua muralla.

## Diseño
Fue diseñado durante la dinastía Ming, entre los años 1559 y 1577. Un funcionario, de nombre Pan Yunduan, decidió construirlo a imagen y semejanza de los jardines imperiales. El funcionario quería que sus padres, que no podían trasladarse a la capital ya que eran demasiado mayores para viajar, pudieran ver que aspecto tenía un jardín de este estilo. Por eso le dio el nombre de Jardín Yuyuan (Yu significa salud y tranquilidad)
Después de la muerte del funcionario, la familia de Yunduan cayó en bancarrota. El jardín cayó pronto en el olvido y no recuperó su esplendor hasta que en 1760 un grupo de comerciantes lo compró. A principios del siglo XX, una parte del jardín fue convertido en bazar por las autoridades. A partir del año 1957 se inició su restauración, restauración que abarcó todo el barrio que rodea al jardín, construido también durante la dinastía Ming. En 1982 fue declarado monumento nacional.
El parque ocupa unas dos hectáreas y contiene los elementos básicos de la jardinería china. Combina los pabellones y estanques con una variada vegetación.

## Atracciones

### Salón Sansui
El Salón Sansui fue construido en el año 1866 de la dinastía Qing, son 9 metros de alto, es uno de los edificios principales del jardín. Fue donde se organizaron ceremonias oficiales y publicar las órdenes del emperador, también fue el sitio que tienen lugar las actividades de reuniones entre los literatos y comerciantes.

### Gran Rocalla
La Gran Rocalla fue construida con miles toneladas de rocas amarillas de Wukang de la Provincia de Zhejiang y fue diseñada y tallada por el famoso maestro de jardinaje de la dinastía Ming, Zhang Nanyang, cuya única obra que conserva por ahora es este montículo artificial de roca. Son 14 metros de alto, lo comentó Pan Yunduan(el constructor de Yuyuan) en " Nota del Jardín Yuyuan": es tan hermosa que le da agrado al contemplarlo.

### Mercado Yuyuan
Aledaño al Jardín Yuyuan se encuentra el bazar, que luce más como un elegante centro comercial con edificios que recuerdan la arquitectura china tradicional. Aquí se ofrecen productos locales, artesanía, obras tradicionales de caligrafía y pintura, ropa de moda, etc.